# راک باتم (باب‌اسفنجی شلوارمکعبی)
«راک باتم» سی و چهارمین قسمت از فصل اول مجموعه تلویزیونی پویانمایی آمریکایی باب‌اسفنجی شلوارمکعبی است. این قسمت در ۱۹۹۹ تولید شد و در تاریخ ۱۵ مارس ۲۰۰۰ در نیکلودئون در ایالات متحده پخش شد. این مجموعه ماجراهای شخصیت اصلی در شهر زیر آب بیکینی باتم است. در این قسمت، باب اسفنجی در یک ناحیه مغاکی فرومی‌رود که یک شهر به نام راک باتم است. این قسمت در ایران با همین نام "راک باتم" از شبکه پرشین تون دوبله و پخش شد.
این قسمت توسط تام کنی، انینو تورسان جونیور و دیوید فین نوشته شده بود و توسط تام کنی کارگردانی شد. «راک باتم» پس از پخشش توسط دو میلیون خانوار مشاهده شد و نظرات مثبتی از منتقدان دریافت کرد.

## خلاصه داستان
باب اسفنجی و پاتریک یک اتوبوس برای رفتن به خانه از دنیای دستکش، که یک شهربازی دستکش است می‌گیرند. آنها تصادفاً به اتوبوس اشتباه می‌روند، و سپس آنها را به صخره ۹۰ درجه می‌روند. صخره‌ها منجر به یک ناحیه مغاکی شود که به نام راک باتم شناخته می‌شود که بسیاری از حیوانات و موجودات عجیب و غریب دریایی در آن زندگی می‌کنند. پاتریک به همراه اتوبوس به خانه برمیگردد، ولی باب در آنجا می‌ماند. هرچه انتظار می‌کشد اتوبوس نمی‌آید، باب به مرکز اتوبوسرانی می‌رود تا اتوبوس بگیرد ولی اتوبوس گیرش نمی‌آید آخرسر از بادکنک دستکشی اش استفاده می‌کند و به بیکینی باتم برمیگردد.

## تولید
«راک باتم» توسط تام کنی، آنیو تورسن و دیوید فاین نوشته شده و تام کنی کارگردان انیمیشن این قسمت بود. تیبیت و تورسان نیز کارگردانان استوری‌برد این قسمت بودند. این قسمت در شبکه نیکلودئون در ایالات متحده در تاریخ ۱۵ مارس ۲۰۰۰، با رده‌بندی TV-Y7 منتشر شد.
سرنویسنده فصل اول مجموعه مریوثر ویلیامز داستان این قسمت را «خیلی ساده» دانست. او همچنین گفت که «این برای من یکی از بهترین قسمت هاست. فقط با یک ایده باقی ماند.» این قسمت دربارهٔ این است که «چگونه او [باب‌اسفنجی] به‌طور مداوم اتوبوس را از دست می‌دهد و این چه احساسی به او می‌دهد.» ویلیامز همچنین گفت: «این قسمت آنقدر کوچک است که شما به راحتی می‌توانید لحظه‌های خنده دار و لحظه‌هایی که می‌توانند خنده دار باشند را تشخیص دهید.» این قسمت نمونه ای از «خلاصه ای خوب» در مجموعه ای بود که استوری‌برد و طنز به راحتی نشان داده می‌شدند. ویلیامز گفت: «این یک کار عالی از تیم استوری‌برد است.» او همچنین افزود: «از بسیاری جهات، کار من ایجاد موقعیت‌هایی بود که بچه‌های استوری‌برد در آن می‌توانستند بامزه باشند، من موقعیتی را که می‌تواند خنده دار باشد ایجاد می‌کردم و آنها را به دنبال گشتن جوک‌های خاص می‌فرستادم.
«راک باتم» در مجموعه ای دی وی دی با عنوان «بهترین‌های باب‌اسفنجی شلوارمکعبی» قرار گرفت که در ۱۱ مه ۲۰۰۴ منتشر شد. همچنین در مجموعه دی وی دی «باب‌اسفنجی شلوارمکعبی: فصل اول کامل» که در ۲۸ اکتبر ۲۰۰۳ منتشر شد نیز، قرار گرفت. این قسمت در ۲۲ سپتامبر ۲۰۰۹، در مجموعه دی وی دی باب‌اسفنجی شلوارمکعبی: صد قسمت اول در کنار تمام قسمت‌های فصل اول تا پنجم مجموعه قرار گرفت.

## نقد
«راک باتم» پس از پخشش توسط ۲/۱ میلیون بیننده تماشا شد. همچنین نظرات مثبتی نیز از منتقدان دریافت کرد. نانسی بزیل از ابوت.کام به این قسمت نظر مثبت داد و آن را در فهرست «بهترین قسمت‌های باب‌اسفنجی شلوارمکعبی» در رتبه 4 قرار داد. بزیل گفت: «تمشک و ناامیدی فزاینده باب اسفنجی این قسمت را یک قسمت خنده دار می‌کند.» او درمورد این قسمت گفت: «این قسمت، قسمتی است که برخلاف قوانین مورفی است و بارها و بارها این مفهوم تکرار می‌شود و به همین دلیل مورد قابل قبول است». صحنه موردعلاقه بزیل آنجایی بود که «باب اسفنجی سعی می‌کند میان‌وعده ای را از ماشین فروش بیرون بیاورد قبل از اینکه اتوبوس آن طرف جاده دور شود.»
امیلی استپ از وی گات دیز کاورد.کام به این قسمت رتبه 5 را در فهرست «ده تای برتر باب‌اسفنجی شلوارمکعبی» داد. او گفت: «در حالی که 'راک باتم' بیشتر یک قسمت خنده دار است، اما همچنین یکی از قسمت‌های ترسناک باب‌اسفنجی نبز است. او همچنین گفت: «این قسمت تعادل ایدئال لطافت و وحشت محض را نشان می‌دهد همچون باب اسفنجی که از یک شخصیت مرموز فرار می‌کند و می‌گوید: «خب، فردا دوباره اینجا خواهم بود حدس می‌زنم بهتر است به راه رفتن ادامه دهم. نه باید بدوم. بهتر است که من بدوم. آن هم با حداکثر سرعت! بله، من فقط باید با حداکثر سرعت بدوم! ' (قبل از اینکه به دیواری برخورد کند، «می‌نشینم، می‌نشینم، درحال خونریزی هستم.')» که باعث شده این قسمت را «خیلی خوب به خاطر بسپارد».